# Baluran nationalpark
Baluran nationalpark (indonesiska: Taman Nasional Baluran) är en nationalpark i Indonesien. Den ligger i provinsen Jawa Timur, i den sydvästra delen av landet, 900 km öster om huvudstaden Jakarta. Baluran nationalpark ligger i genomsnitt 49 meter över havet.